# Parc national de Khunjerab
Le parc national de Khunjerab  (en ourdou : خنجراب نیشنل پارک) est un parc national dans les Territoires du Nord du Pakistan créé en 1975. Il est un des parcs nationaux le plus haut du monde.  
Le parc est situé près du col de Khunjerab, point de frontière entre le Pakistan et la Chine.  

## Biodiversité
Le parc est une des régions les plus importantes de la biodiversité montagnarde pakistanaise. Il sert d'habitat pour plusieurs espèces en danger et menacées comme le léopard des neiges, le mouflon de Marco Polo (Ovis ammon polii), le mouton bleu (Pseudois nayaur) et le bouquetin d'Himalaya. La WWF du Pakistan a mis en place un plan de gestion pour protéger la flore montagnarde du parc. Son objectif est de maîtriser le pastoralisme ainsi que d'accroître la population des espèces menacées.